# Game Wave Family Entertainment System
 (octobre 2019).
Si vous disposez d'ouvrages ou d'articles de référence ou si vous connaissez des sites web de qualité traitant du thème abordé ici, merci de compléter l'article en donnant les références utiles à sa vérifiabilité et en les liant à la section « Notes et références ».
La Game Wave Family Entertainment System est un système hybride entre le lecteur DVD et la console de jeux vidéo. Il est d'abord sorti au Canada, en octobre 2005. Il fait partie de la septième génération de consoles. 
Contrairement aux principales consoles (comme la Xbox 360), la Game Wave est destinée à un marché plus familial et convivial : une majorité de ses jeux sont des versions triviales de jeux traditionnels (tels que des variantes du scrabble ou du blackjack). La Game Wave peut connecter jusqu'à six manettes (qui ressemblent à des télécommandes de télévision), mais est livrée avec quatre. Chaque manette est doté d'une couleur différente (jaune, rouge, bleu, vert, violet et orange) pour aider les joueurs à les distinguer. Elle est vendue avec des cases qui peuvent contenir les six télécommandes et une copie du jeu 4 Degrees: The Arc of Trivia, Vol. 1.

## Titres
Trivial
- 4 Degrees - The Arc of Trivia
- 4 Degrees - Volume 2
- 4 Degrees - Bible Edition
- Re-wind
- Re-wind 2005
- Re-wind 2006

Jeux de chiffres
- Lock 5
- Zap 21
- Sudoku

Jeux de lettres
- Letter Zap!
- Click!

Jeux de puzzle
- Gemz
- VeggieTales